# Take Me Home (álbum de One Direction)
Take Me Home é o segundo álbum de estúdio da boy band anglo-irlandesa One Direction, lançado em 9 de novembro de 2012 através da editora discográfica Syco Music. Como um acompanhamento ao sucesso internacional de Up All Night, Take Me Home começou a ser concebido em maio de 2012, pouco após o encerramento da etapa inglesa da digressão Up All Night Tour. As sessões de gravação para o disco ocorreram em sua maior parte em estúdios na Suécia e na Califórnia, terminando somente em agosto. Neste projeto, o grupo contou com o apoio de diversos compositores e produtores, entre eles Rami Yacoub e Savan Kotecha, responsáveis pelos hits "What Makes You Beautiful" e "One Thing", e teve maior participação e controle em sua escrita e produção.
Em termos musicais, Take Me Home é um álbum pop influenciado por diversos gêneros, como o  synthpop, dance pop e o rock dos anos 1980. Considerado pelos integrantes do grupo como o seu trabalho mais pessoal e muito melhor que o seu lançamento anterior, possui um trabalho mais elaborado de riffs de guitarra elétrica, sintetizadores e vocais harmoniosos, apresentados individualmente ao longo do disco. Liricamente, as faixas remetem ao amor, ao comprometimento, a paixões não correspondidas e à saudade de experiências vivenciadas pela banda. Take Me Home foi elogiado pela crítica pelo seu lirismo e pela qualidade de sua produção, mas, ainda assim, obteve análises divergentes de alguns especialistas, que hesitaram em considerá-lo mais maduro que Up All Night.
Comercialmente, o disco obteve êxito global. Estreou na primeira posição das tabelas musicais de 37 países, como a Austrália, Argentina, Canadá, Indonésia, México e Nova Zelândia, e vendeu mais de 1 milhão de cópias em sua primeira semana em todo o mundo. No Reino Unido, tornou-se o primeiro do grupo a culminar na lista oficial dos mais vendidos e foi o mais comprado em apenas um mês na nação. Nos Estados Unidos, assim como Up All Night, estreou no topo, com vendas iniciais de 540 mil réplicas, convertendo o One Direction na primeira boy band a colocar dois álbuns na liderança da Billboard 200 em um mesmo ano. O grupo terminou 2012 com dois discos dentre os cinco mais vendidos nos Estados Unidos — Take Me Home ficou na quinta posição e Up All Night na terceira —, ambos com mais de 1 milhão de unidades, tornando-se o primeiro artista a conseguir dois trabalhos no top 5 da lista de fim de ano da Billboard e o primeiro a atingir tal marca com dois álbuns em um período de doze meses. Mundialmente, foi o quarto mais comprado de 2012, com 4,4 milhões de exemplares comercializados em dois meses e, atualmente, registra mais de 5,3 milhões de cópias distribuídas.
De Take Me Home, surgiram três singles. O primeiro, "Live While We're Young", foi liberado em setembro de 2012 e obteve êxito internacional, listando-se dentre os dez mais vendidos em quase todos os países em que foi lançado. Atingiu a terceira posição das tabelas musicais Billboard Hot 100 e UK Singles Chart, tendo a melhor semana de vendas por um artista não-americano nos Estados Unidos. O segundo, "Little Things", foi lançado em novembro e tornou-se o segundo número um alcançado pela banda no Reino Unido. A nível internacional, obteve um desempenho favorável. "Kiss You", a sua última canção de trabalho, estreou em nono lugar em solo inglês e obteve um desempenho moderado pelo mundo. Dando continuidade à promoção do material, o quinteto apresentou as canções em diversos programas de televisão e embarcou na sua segunda digressão musical, a Take Me Home Tour (2013), que contou com 129 shows e passou pela Europa, América do Norte, Oceania e Ásia.

## Desenvolvimento

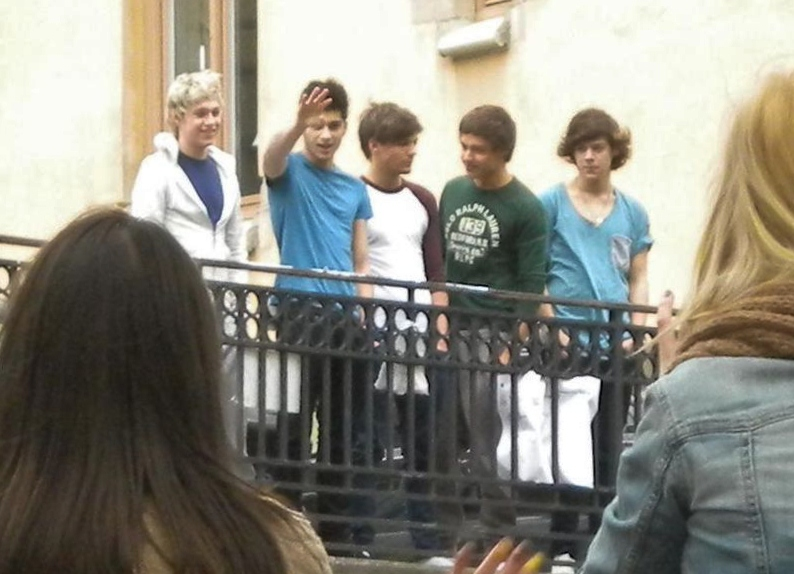
Os integrantes do One Direction acenando para os fãs durante a sua estadia em Estocolmo, na Suécia, em maio de 2012, onde ocorreram as sessões de gravação de Take Me Home durante seis meses.

Em março de 2012, em entrevista ao National Post, o One Direction afirmou que havia começado a trabalhar no sucessor de Up All Night (2011); Niall Horan disse: "No verão, vamos voltar e começar um novo disco. Queremos trazer à superfície um disco quase todos os anos, a cada um ano e meio", revelando que eles estavam organizando-se em reuniões com diferentes produtores e compositores. No mesmo mês, Tom Fletcher, vocalista da banda McFly, afirmou estar envolvido na composição do álbum e, pouco depois, Ed Sheeran, com quem o grupo havia declarado ter interesse em trabalhar em fevereiro, também revelou que iria contribuir para a escrita do disco, alegando: "Escrevi um par de canções quando tinha 17 [anos] que o One Direction quer para o seu próximo álbum (...) Estarei no estúdio em agosto para lhes produzir as faixas".
Em abril, Simon Cowell, empresário da banda, informou ao periódico inglês The Independent que havia convidado compositores proeminentes para colaborarem com a escrita do material. Dee Demirbag, da gravadora BMG Rights Management, da Escandinávia, comentou o caso, dizendo: "A irrupção de sucesso de uma boy band nos Estados Unidos é um fato de grande impacto na indústria da música, por isso pode-se imaginar como a competição por excertos do próximo álbum do One Direction será imensa".
Take Me Home foi escrito por grupos de, pelo menos, cinco compositores por faixa. De acordo com Douglas Wolk, repórter da revista Time, o estilo dos compositores suecos foi predominante nas canções. Savan Kotecha, Yacoub e Falk, que escreveram os hits "What Makes You Beautiful" e "One Thing", passaram seis meses em Estocolmo, na Suécia, e foram capazes de montar as melodias do álbum em torno dos tons vocais de cada membro do grupo. Numa entrevista a esta revista, Kotecha explicou o modo como desenvolveu as composições: "Trabalhamos a melodia primeiro. Essa é a escola de Max Martin (...) Passamos dias, às vezes semanas, desafiando a melodia. O objetivo é fazê-la soar como se qualquer um o pudesse fazer, mas é realmente muito difícil. Na Suécia, você não faz algo até que o faça certo. Eu era o treinador vocal do One Direction no The X Factor, conheço as suas vozes melhor que qualquer um. Fomos capazes de moldar as melodias em torno de seus tons. E, uma vez que vimos o que 'What Makes You Beautiful' fez, queríamos canções que crianças pudessem tocar na guitarra e cobrirem no YouTube".
Depois de extensas aparições promocionais no Reino Unido, em apoio ao seu álbum de estreia, o One Direction começou a gravar o álbum em maio de 2012, no estúdio Kinglet Studios, na Suécia. No primeiro semestre do ano, o grupo continuou as sessões de gravação nos Estados Unidos, enquanto concluíam a etapa final de sua digressão Up All Night Tour na América do Norte e na Oceania. Em entrevista ao canal MTV News, Niall revelou que o grupo aproveitara as folgas que tinha entre os shows para gravar as canções. Além das gravações ocorridas em Estocolmo, o grupo também utilizou sessões em estúdios como Chalice Studios, em Los Angeles, Califórnia, MixStar Studios, em Virginia Beach, na Virgínia, Wendy House Productions e Sticky Studios, na Inglaterra.

## Lançamento e capa
Pensamos um pouco nisso porque iremos viajar muito pelo mundo e conhecer muitos lugares legais, mas não há nada como o seu lar (...) É sempre bom voltar para casa.

— Niall Horan em entrevista com Ryan Seascrest, da rádio KIIS-FM, explicando o conceito por trás da capa e do título do álbum.
Em 23 de agosto de 2012, o One Direction publicou um vídeo no seu canal oficial no YouTube, dizendo que o lançamento do sucessor de Up All Night (2011), disco de estreia da banda, ocorreria em novembro do mesmo ano. Cinco dias depois, após atingir a marca de 5,5 milhões de seguidores em sua conta no Twitter, Louis Tomlinson divulgou uma mensagem na rede social, dizendo que o disco seria intitulado de Take Me Home, a qual dizia: "Então, tenho muito gosto em poder dizer-vos que o nosso novo álbum é chamado de 'Take Me Home'. Mal posso esperar que vocês o ouçam". No dia 29 do mesmo mês, antes mesmo de divulgar a capa da edição original do CD, o grupo revelou a capa da edição deluxe de Take Me Home. A foto é de um anuário com bilhetes de aeroporto e uma foto do quinteto sorridente e interagindo entre si. No dia seguinte, a banda revelou a capa da versão padrão do álbum. Na imagem, Harry Styles está em frente a uma cabine telefônica vermelha, icônica de Londres, rindo com os companheiros; Louis aparece subindo na cabine, com ajuda de Zayn. Ele se agarra a Liam Payne, que está no alto da mesma e aparentar estar caindo, enquanto Niall está dentro da cabine, fazendo uma ligação. Todos estão vestidos com camisetas oxford, casacos tweed e gravatas, ao passo que Zayn está usando um chapéu-coco preto descrito como "provocador". Os trajes utilizados pela banda foram descritos como: "Fiel à moda do seu país de origem".
Em 19 de outubro, a banda revelou cinco capas adicionais para as edições padrões em formato físico do disco, que os apresentava individualmente nas fotos. Antes disso, no dia 3 do mesmo mês, o One Direction revelou o alinhamento das faixas da edição original do disco e informou que a edição especial de Take Me Home teria quatro faixas adicionais. No mesmo dia, revelou a capa oficial de uma versão limitada do CD, que contém cinco faixas bônus. Ambas as três edições foram lançadas em formato físico e digital em lojas internacionais e virtuais, como Amazon.com e iTunes Store. Na Austrália, Nova Zelândia e Suíça, a editora discográfica Syco Music lançou Take Me Home apenas em suas versões padrão e deluxe ilimitada no dia 9 de novembro. No Reino Unido e Irlanda, foram lançadas no dia 12 do mesmo mês. A sua edição especial e limitada ficou disponível apenas nos Estados Unidos e no Canadá, e foi lançada simultaneamente à edição padrão e deluxe ilimitada, em 13 de novembro.

## Composição
[Nosso novo CD] está anos-luz à frente do nosso álbum anterior. Soa mais como nossa vida. A bateria é mais poderosa. Quando se faz um segundo álbum, acho que você precisa superar o anterior e, pessoalmente, creio que conseguimos. É muito melhor.— Niall Horan falando sobre a transição musical apresentada pelo grupo desde Up All Night durante uma entrevista com o periódico The Sun.
Musicalmente, Take Me Home é um álbum pop influenciado por variados estilos, como o synthpop, o dance pop, o pop rock e, ainda, o rock dos anos 1980. O álbum conta com o trabalho de sintetizadores em sua composição, enquanto que os vocais dos membros são reforçados por meio do Auto-Tune em algumas canções. Liricamente, as faixas exploram temas como o amor, o comprometimento, as paixões não correspondidas e a saudade de experiências vivenciadas pela banda, muitas vezes com um duplo sentido à relação sexual. Ao longo do disco, as vozes do grupo são apresentadas individualmente nas melodias; este processo de separar linhas para cada membro foi influenciado pelas canções dos Backstreet Boys nos anos 1990.
De acordo com Jon Caramanica, repórter do The New York Times, o álbum é muito mais mecanizado que Up All Night, embora apresente semelhanças sonora e liricamente. San Lansky, editor do blog Idolator, alegou que, graças ao auxílio da banda McFly na composição, o álbum conseguiu uma produção mais inspirada no rock de 1980, desprendendo-se do tradicional teen pop. Melissa Locker, da revista Time, comentou que Take Me Home mostra a banda mais madura. Para Melissa, o álbum certamente tem uma porção de canções dignas de desmaios revestidas em sentimentos açucarados sobre o amor jovem, mas também toca temas e letras mais maduros. Ele se inicia com "Live While We're Young", uma faixa de andamento rápido e de estilos pop rock e dance pop, que fala sobre viver e aproveitar o momento. A ideia da música era continuar toda a diversão de "What Makes You Beautiful" (2011), mas com letras mais impertinentes, prezando os vocais de Zayn Malik. O riff de guitarra no início foi notado como similar ao de "Should I Stay or Should I Go", do grupo The Clash. A segunda faixa, "Kiss You", trata-se de uma canção pop de andamento moderado, que fala sobre o amor, viver o momento e ceder ao romance, e inclui o trabalho de acordes de guitarra elétrica e notas de piano. A próxima pista é "Little Things"; trata-se de uma balada de estilo pop com elementos da música folclórica e fala sobre estar apaixonado por uma garota. Acompanhada apenas por uma guitarra acústica, mostra um lado mais suave do grupo e utiliza a técnica de individualizar os vocais dos membros.
"C'mon C'mon" é uma otimista canção dance. Influenciada pelos ritmos dos anos 1980, possui o trabalho de sintetizadores em sua melodia e, de acordo com alguns analistas, fala sobre a paquera. O disco continua com "Last First Kiss", uma balada de andamento moderado que também possui um acompanhamento de guitarra, instrumento de cordas e sintetizadores. Liricamente, discute sobre o amor verdadeiro e reflete as inseguranças de um rapaz em declarar o que sente à sua amada; a sua letra também faz referência ao primeiro beijo de uma garota e à relação sexual. A sexta faixa, "Heart Attack", é uma canção de gênero pop rock, com um refrão cativante e uma melodia sustentada por palmas e versos de fundo "Oh, Oh". Descrita por Harry Styles como a sua canção preferida, "Heart Attack" relata o estado emocional dos garotos ao serem deixados pelas meninas por outros rapazes. Segue-se, então, "Rock Me", uma canção pop rock com influência do rock dos anos 1980, que começa com uma forte batida retirada de "We Will Rock You" (1997), da banda Queen. Possui uma letra nostálgica, que narra o encontro com um amor perdido no verão dos anos 1990.
"Change My Mind", a oitava canção de Take Me Home, possui um andamento lento e letra melodramática, sendo descrita pela revista Billboard como "madura". Alguns analistas consideraram-na como uma sequela menos cativante de "More Than This" (2012). O próximo número, "I Would", deriva do gênero musical pop rock e é acompanhada por poderosos acordes de guitarra. Considerada uma das melhores canções do álbum, é uma faixa divertida e o seu lirismo reflete as experiências vivenciadas pelos rapazes durante o colegial. A décima pista, "Over Again", é uma melodia apoiada pela melancólica guitarra acústica, onde os membros do quinteto cantam sobre uma antiga paixão. "Back For You" é a próxima canção e deriva de origens estilísticas de pop rock, enquanto que a sua letra narra as aventuras dos jovens à noite. Em seguida, vem "They Don't Know About Us", canção que combina acordes de piano com o R&B dos anos 1990, e retrata um casal cujas pessoas não querem que fique junto. Take Me Home encerra-se com "Summer Love", uma faixa sobre um amor de verão cujos momentos que os personagens passaram juntos ficaram marcados em suas memórias. Musicalmente, é uma balada de estilos pop e rock, sendo referida por Liam Payne como a sua preferida.

## Crítica profissional
| Críticas profissionais | Críticas profissionais |
| Pontuações agregadas   | Pontuações agregadas   |
| Fonte                  | Avaliação              |
| ---------------------- | ---------------------- |
| Metacritic             | 69/100                 |
| Avaliações da crítica  |                        |
| Fonte                  | Avaliação              |
| AllMusic               | [ 25 ]                 |
| Billboard              | (80/100)               |
| Entertainment Weekly   | (C)                    |
| PopMatters             | [ 46 ]                 |
| 4Music                 | [ 34 ]                 |
| ArtistDirect           | [ 47 ]                 |
| The Daily Star         | [ 48 ]                 |
| The Independent        | [ 49 ]                 |
| Idolator               | [ 50 ]                 |
| MTV                    | [ 51 ]                 |

Take Me Home foi recebido com análises mistas pelos críticos musicais, que elogiaram o seu lirismo e produção, mas hesitaram em considerá-lo mais maduro que Up All Night. No agregador de resenhas Metacritic, que estabelece uma média de até cem pontos com base nas avaliações dos analistas, o álbum obteve 69 pontos de aprovação, que foram baseados em dez resenhas recolhidas, indicando "análises geralmente positivas". Editores da MTV comentaram positivamente sobre a maioria das canções do álbum e notaram que, nele, os rapazes agem um pouco mais crescidos. Em última análise, comentaram que em Take Me Home: "[Os integrantes do] One Direction mostram por que eles são a maior boy band do mundo, com as suas canções poptastic doce-açucaradas e letras amáveis, enquanto também experimentam baladas com a guitarra — dando ao álbum uma sensação de maior credibilidade". [A] Matt Collar, da base de dados AllMusic, alegou que o disco: "Fornece outra mistura imediatamente cativante de pop dançante que maximiza a abordagem vocal partilhada do grupo e uma imagem animada, otimista".
Em uma matéria publicada pela revista Billboard, Chris Payne afirmou que pelo menos metade das canções de Take Me Home soam como singles potenciais, que vão desde electropops brilhantes a acústicas baladas sentimentais. Payne acrescentou: "Na pior das hipóteses, alguns dos menores cortes soam como fotocópias dos seus fortes congêneres, o que certamente é um delito perdoável para os garotos do One Direction (...) Mas, liricamente, os garotos cresceram um pouco". Na publicação Examiner, Joe Cage alegou que Take Me Home soa muito similar a Up All Night, mas, ao mesmo tempo, mostra a banda amadurecendo. Cage concluiu a sua análise proferindo: "O álbum é ótimo e definitivamente mostra a evolução da banda com o tempo, como um passo acima de Up All Night. Os garotos realmente tornaram-se uma banda com este álbum (...)".
Júlio Boll, repórter da Gazeta do Povo, observou que, embora os integrantes tenham feito um bom trabalho no álbum, eles não apresentaram nada de inovador em relação a Up All Night, concluindo: "As baladas românticas e a pegada pop dançante estão presentes mais uma vez. Portanto, fica difícil se esforçar para reconhecer um amadurecimento do grupo. O fato é que eles acertaram novamente, com letras grudentas e direcionadas ao mesmo público. Fica difícil não ver as agitadas 'Rock Me', 'Kiss You' ou 'Last First Kiss' como singles. Em mais um emaranhado pop, o One Direction se firma como a banda do momento. Mesmo que não tenha evoluído muito". No periódico britânico The Independent, Kate Wills elogiou as canções do álbum, dizendo: "As faixas otimistas são tão insidiosas quanto conjuntivite". Al Fox, da emissora de rádio BBC Music, compartilhou uma opinião semelhante sobre as faixas, afirmando: "A música em si é de uma qualidade notável". No Daily Mirror, James Robertson também apreciou as suas canções e afirmou que Take Me Home: "É divertido, infeccioso e eles [os membros do grupo] encontram o equilíbrio entre a diversão poptastic para os pré-adolescentes e letras com significados constrangedores para os de vinte e pouco anos que secretamente ouvem Up All Night em seus iPods". [A] Cristina Jaleru, do portal de notícias The Huffington Post, descreveu-o como um álbum: "Implacável no ritmo, às vezes até mesmo durante as baladas, com um som e mensagem homogêneos". Em contraste, Robert Copsey foi mais negativo em sua revisão para o site Digital Spy; embora tenha elogiado a mudança apresentada em relação ao disco anterior, Copsey considerou que Take Me Home foi concebido muito rapidamente, dizendo: "O resultado permite vê-los avançando a passo de caracol, mas quando você consegue fazê-lo tão bom, por que tanta pressa dessa forma?". Grace Carroll, da revista online britânica Gigwise, também se pronunciou negativamente sobre o disco, alegando: "Take Me Home definitivamente não traz nada de novo para a mesa".

## Singles
"Live While We're Young" foi lançada como o primeiro single de Take Me Home em 28 de setembro de 2012. A obra foi anunciada pela banda em 23 de agosto, através de um vídeo publicado em sua conta no Twitter, informando a data de seu lançamento. Recebeu análises mistas dos críticos musicais, que elogiaram o seu "refrão explosivo", mas hesitaram quanto à qualidade de sua letra. Poucas horas após ser disponibilizada para uma pré-venda digital, "Live While We're Young" alcançou a primeira posição na iTunes Store de quarenta países, como a Austrália, o Brasil, a França e o México, tornando-se a canção mais rapidamente vendida em sua pré-venda na história. Nos Estados Unidos, estreou no terceiro lugar da Billboard Hot 100 e no primeiro da Digital Songs, com 341 mil unidades faturadas, convertendo-se no single com mais downloads pagos na primeira semana por uma banda britânica e na terceira maior estreia por um grupo em uma classificação geral. Também alcançou o número três na britânica UK Singles Chart. O vídeo musical acompanhante foi gravado na Inglaterra e foi lançado em 20 de setembro. Com mais de 8,24 milhões de visualizações no dia da estreia, ele brevemente deteve o recorde da plataforma Vevo para o maior número de assistidas em 24 horas, antes de ser ultrapassado por "Beauty And A Beat", de Justin Bieber.
Em 15 de outubro de 2012, foi divulgado na mesma rede social que o segundo single do disco seria "Little Things" e que o seu vídeo musical estava sendo produzido. Lançada oficialmente em 12 de novembro, foi recebida com comentários positivos pelos profissionais especializados, os quais saudaram os vocais dos integrantes da banda, mas negativaram o seu lirismo por ser "equivocado" para o público alvo da banda. Conquistou o primeiro lugar da lista oficial das mais vendidas do Reino Unido, tornando-se o segundo número um alcançado pelo grupo no país. Internacionalmente, a obra experimentou sucesso no continente europeu e na Oceania, e conquistou o topo na Escócia, enquanto que na Billboard Hot 100 atingiu a 33ª posição. O vídeo musical foi mostrado ao público em 2 de novembro e apresenta um tema simplista com efeito preto e branco, e mostra a banda em um estúdio de gravação interpretando a música. A produção atingiu a marca de treze milhões de visualizações três dias após ser divulgada no YouTube.
Em 9 de novembro, Niall Horan confirmou que "Kiss You" foi escolhida como a terceira canção de trabalho do álbum. O seu lançamento ocorreu em 8 de fevereiro de 2013. Recebeu avaliações positivas da imprensa musical; os analistas apreciaram a sua produção de andamento moderado e o seu lirismo, descrevendo-a como uma das melhores de Take Me Home. Comercialmente, não conseguiu o mesmo destaque dos singles anteriores; nos Estados Unidos, listou-se na 46ª posição da Billboard Hot 100 e, em nível internacional, enumerou-se dentre as sessenta mais bem-vendidas de países como a Suíça, a Nova Zelândia e a Áustria. No Reino Unido, alcançou o nono lugar, enquanto que na Escócia e na Irlanda chegou ao sétimo. O vídeo musical correspondente foi dirigido por Vaughan Arnell e anunciado pela primeira vez em novembro de 2012, sendo liberado apenas no início do ano seguinte. Na gravação, os rapazes são vistos dirigindo uma motocicleta e um conversível em frente a uma tela verde, que utiliza a técnica de efeito visual chroma key. Com 10,4 milhões de visualizações no dia da estreia, o vídeo converteu-se no segundo maior número de assistidas em 24 horas, atrás apenas da canção de Bieber, que conseguiu 10,6 milhões.

## Divulgação
O One Direction apresentou "Live While We're Young" no BBC Radio 1's Teen Awards, em 7 de outubro de 2012, em conjunto com "What Makes You Beautiful" e "Up All Night". Também utilizaram o single em um comercial da marca de refrigerante Pepsi e, depois, apresentaram-no em uma versão acústica na emissora de rádio britânica In: Demand. Eles cantaram a mesma canção e "Little Things" em 8 de novembro, no talent show The X Factor, onde abriram o espetáculo executando movimentos de dança com "Live While We're Young"; a apresentação contou com cabines telefônicas vermelhas, balões e luzes piscantes no palco. Dois dias depois, o grupo apresentou-se pela primeira vez no The Ellen DeGeneres Show, interpretando "What Makes You Beautiful", "One Thing", "Live While We're Young" e "Little Things". O quinteto continuou a promoção nos Estados Unidos ao se apresentar no The Today Show, no Rockefeller Center, em Nova Iorque, para mais de quinze mil espectadores, umas das maiores audiências registradas. Eles cantaram novamente "What Makes You Beautiful" e os três primeiros singles de Take Me Home: "Live While We're Young", "Little Things" e "Kiss You". Numa entrevista no mesmo programa, o grupo anunciou que estava produzindo um filme sobre a sua carreira, que os enfatiza na Take Me Home Tour, e que o seu lançamento ocorreria em agosto de 2013.
No dia 16 de novembro, participaram do evento de caridade Children in Need; eles iniciaram o show com "Live While We're Young" e depois retornaram ao palco com "Little Things". Três dias mais tarde, o grupo foi escalado para participar do evento de gala anual Royal Variety Performance, onde executou "Little Things"  para a Família Real Britânica. Na Alemanha, o One Direction interpretou o primeiro single do disco na cerimônia BAMBI Awards, após vencer a categoria "Melhor Artista Pop Internacional". No dia 30 do mesmo mês, a banda foi convidada para apresentar dezoito músicas, inclusive os três singles de Take Me Home e, adicionalmente, a faixa "C'mon C'mon", em dois concertos na Mohegan Sun Arena, em Uncasville, nos Estados Unidos. Em ambos os shows, os ingressos foram esgotados, assim como na apresentação realizada no Madison Square Garden, em Nova Iorque, a qual contou com a aparição de Ed Sheeran como ato abertura. Em dezembro, o grupo apareceu no Z100's Jingle Ball, ao lado de artistas como Justin Bieber, Taylor Swift e Cher Lloyd; eles abriram o espetáculo com "What Makes You Beautiful", seguindo-se "One Thing" e "Live While We're Young", e encerraram-no com "Little Things". No dia 9, retornaram à Inglaterra para executar "Kiss You" na versão britânica do The X Factor e, em 20 de dezembro, apresentaram-se na versão norte-americana do talent show.
No início de 2013, o One Direction viajou para Tóquio, no Japão, para iniciar as gravações de This Is Us, um filme-documentário sobre a banda. Durante a sua estadia, o grupo esteve no Music Station, onde comentaram sobre a sua estadia no país, uma vez que era a sua primeira passagem por ele, e cantaram "Live While We're Young". No dia seguinte, realizou uma coletiva de imprensa com a atriz Maki Horikita, que o acompanhou durante uma sessão de fotos; durante a rodada de perguntas, Niall Horan revelou que o quinteto retornaria ao país nos dias 2 e 3 de novembro seguinte, quando realizariam dois shows. Ao final da coletiva, os integrantes interpretaram cinco canções em um evento denominado Team 1D Japan Party, que foi assistido por mais de vinte mil espectadores; "One Way or Another (Teenage Kicks)", um medley de "One Way Or Another" da banda Blondie e "Teenage Kicks" de The Undertones em auxílio à organização Comic Relief, foi a primeira a ser cantada, seguida por "What Makes You Beautiful", "Live While We're Young", "Little Things" e "Kiss You". Retornando ao continente europeu, eles foram para Cannes, na França, para apresentar "Kiss You" durante a cerimônia dos NRJ Music Awards de 2013, onde venceram a categoria "Melhor Grupo Internacional do Ano". A sua apresentação, que foi elogiada pelos meios de comunicação, que enfatizaram a sua "energia" e "versatilidade", obteve grande repercussão pelos fãs da banda nas redes sociais e o grupo acabou por receber o prêmio "Melhor Momento Digital".

### Take Me Home Tour

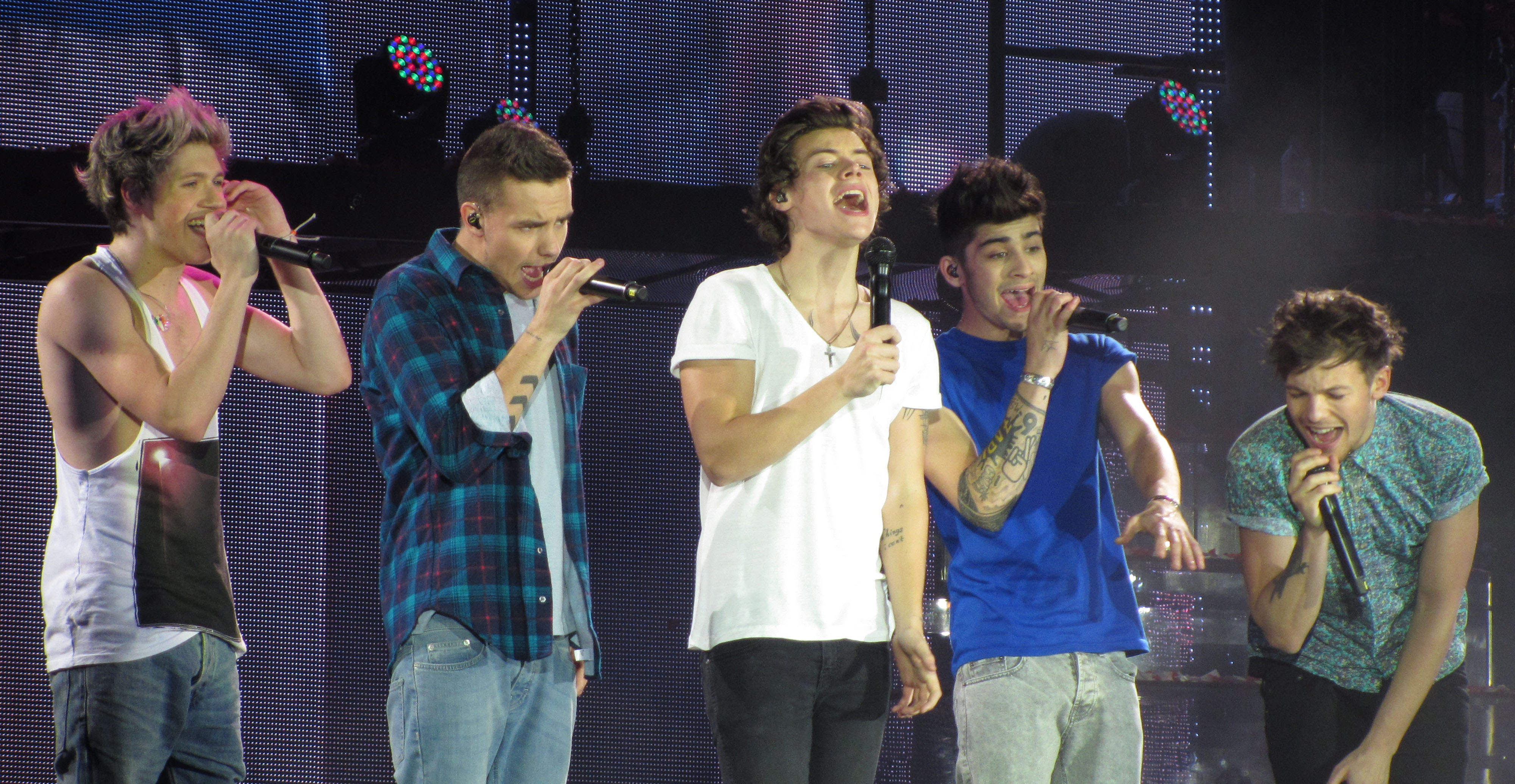
One Direction apresentando-se em Glasgow, na Escócia, em 2013.

A digressão musical em apoio ao álbum, a Take Me Home Tour, foi anunciada por Liam Payne em de 21 fevereiro de 2012, durante a cerimônia BRIT Awards. Ela começou em 23 de fevereiro do ano seguinte, na The O2 Arena, em Londres, Inglaterra, e terminou em 3 de novembro, em Tóquio, no Japão. A turnê foi projetada inicialmente apenas com shows no Reino Unido e na Irlanda, mas, em meados de 2012, devido ao grande sucesso internacional do grupo, expandiu-se para outros países e contou com concertos na Alemanha, na Dinamarca, na França, em Portugal, na Suécia e na Suíça. Em 12 de abril, foi anunciada a sua etapa pela América do Norte. Foi definido que ela se iniciaria no primeiro semestre de 2013 e compreenderia 34 apresentações. As apresentações foram um sucesso imediato. Os ingressos para os shows no Reino Unido esgotaram-se rapidamente e mais de trezentas mil entradas foram vendidas em apenas um dia, com cerca de mil sendo compradas por minuto. Quatro datas esgotaram-se em apenas uma hora em Belfast, assim como as seis na The O2 Arena. O sucesso também se repetiu na Austrália. Lá, foram comprados mais de 190 mil bilhetes em um dia para todas as datas agendadas pela banda, que faturou 15,7 milhões de dólares com as vendas. Devido a isso, foram adicionados mais concertos aos repertórios nas cidades de Sydney e Melbourne. Além disso, de acordo com o periódico The West Australian, os bilhetes para as apresentações em Perth exauriram-se em seis minutos. Os preparativos para a digressão iniciaram-se em agosto de 2012. No total, ela contou com 129 concertos e arrecadou mais de 114 milhões de dólares com as apresentações, tornando-se a décima mais lucrativa do ano, de acordo com a página Pollstar.

## Alinhamento das faixas
A lista de faixas de Take Me Home foi revelada pela banda em 3 de outubro de 2012; a sua edição padrão é composta por treze faixas, enquanto que a sua edição deluxe contém quatro faixas adicionais. Nos Estados Unidos e no Canadá, foram lançadas três versões de Take Me Home: a padrão, a deluxe e uma versão-especial e limitada, que, além das incluídas em sua edição deluxe, contém cinco faixas bônus. No Japão, a edição deluxe foi lançada com, além das oficiais, três faixas bônus: "Truly Madly Deeply", "Magic" e "Irresistible".
| Versão padrão |                            |                                                                           |                                                        |         |  |
| N.º           | Título                     | Compositor(es)                                                            | Produtor(es)                                           | Duração |  |
| 1.            | "Live While We're Young"   | Rami Yacoub, Savan Kotecha, Carl Falk                                     | Yacoub, Falk                                           | 3:20    |  |
| 2.            | "Kiss You"                 | Yacoub, Falk, Kotecha, Johan Schuster, Kristian Lundin, Albin Nedler      | Yacoub, Falk                                           | 3:03    |  |
| 3.            | "Little Things"            | Ed Sheeran, Fiona Bevan                                                   | Jake Gosling                                           | 3:39    |  |
| 4.            | "C'mon, C'mon"             | Jamie Scott, John Ryan, Julian Bunetta                                    | Bunetta                                                | 2:45    |  |
| 5.            | "Last First Kiss"          | Nedler, Kristoffer FogelMark, Yacoub, Falk, Kotecha, One Direction        | Yacoub, Falk, FogelMark, Nedler                        | 3:23    |  |
| 6.            | "Heart Attack"             | Yacoub, Falk, Kotecha, Schuster, Lundin                                   | Yacoub, Falk                                           | 2;56    |  |
| 7.            | "Rock Me"                  | Lukasz Gottwald, Peter Svensson, Henry Walter, Allan Grigg, Sam Hollander | Russell Walter, Gottwald, Emily Wright, Allan P. Grigg | 3:20    |  |
| 8.            | "Change My Mind"           | Yacoub, Falk, Kotecha                                                     | Yacoub, Falk                                           | 3:32    |  |
| 9.            | "I Would"                  | Tom Fletcher, Danny Jones, Dougie Poynter                                 | Bunetta, Sam Waters                                    | 3:21    |  |
| 10.           | "Over Again"               | Sheeran, Robert Conlon                                                    | Jake Gosling                                           | 3:02    |  |
| 11.           | "Back for You"             | FogelMark, Nedler, Kotecha, One Direction                                 | Yacoub, Falk, Nedler, FogelMark                        | 2:58    |  |
| 12.           | "They Don't Know About Us" | Tebey Ottoh, Tommy Lee James, Peter Wallevik, Tommy P. Gregersen          | Ottoh, Bunetta                                         | 3:20    |  |
| 13.           | "Summer Love"              | Hector, Steve Robson, Lindy Robbins, One Direction                        | Steve Robson                                           | 3:28    |  |

| Faixas da edição deluxe |                    |                                                 |                        |         |  |
| N.º                     | Título             | Compositor(es)                                  | Produtor(es)           | Duração |  |
| 14.                     | "She's Not Afraid" | Scott, Ryan, Bunetta                            | Bunetta                | 3:18    |  |
| 15.                     | "Loved You First"  | Tebey, Bunetta, Ryan, James                     | Bunetta                | 3:19    |  |
| 16.                     | "Nobody Compares"  | Yacoub, Falk, Kotecha, Schuster                 | Yacoub, Falk, Schuster | 2:48    |  |
| 17.                     | "Still the One"    | Yacoub, Falk, Kotecha, Payne, Tomlinson, Styles | Yacoub, Falk, Schuster | 3:03    |  |

| Edição-especial da América do Norte |                                      |                                                 |                              |         |  |
| N.º                                 | Título                               | Compositor(es)                                  | Produtor(es)                 | Duração |  |
| 14.                                 | "She's Not Afraid"                   | Scott, Ryan, Bunetta                            | Bunetta                      | 3:18    |  |
| 15.                                 | "Loved You First"                    | Tebey, Bunetta, Ryan, James                     | Bunetta                      | 3:19    |  |
| 16.                                 | "Nobody Compares"                    | Yacoub, Falk, Kotecha, Johan Schuster           | Yacoub, Falk, Johan Schuster | 2:48    |  |
| 17.                                 | "Still the One"                      | Yacoub, Falk, Kotecha, Payne, Tomlinson, Styles | Yacoub, Falk, Johan Schuster | 3:03    |  |
| 18.                                 | "One Thing" (Ao Vivo)                | Yacoub, Falk, Kotecha                           | Kotecha, Yacoub              | 4:01    |  |
| 19.                                 | "What Makes You Beautiful" (Ao Vivo) | Yacoub, Falk, Kotecha                           | Yacoub, Falk                 | 3:50    |  |
| 20.                                 | "Moments"                            | Yacoub, Falk, Kotecha                           | Yacoub, Falk                 | 5:10    |  |
| 21.                                 | "Truly Madly Deeply"                 | Trevor Dahl, Toby Gad, Robbins                  | Yacoub, Falk                 | 3:01    |  |
| 22.                                 | "Magic"                              | Yacoub, Falk, Kotecha                           | Yacoub, Falk                 | 3:05    |  |

| Edição-especial do Japão |                      |                                                                  |                        |         |  |
| N.º                      | Título               | Compositor(es)                                                   | Produtor(es)           | Duração |  |
| 14.                      | "She's Not Afraid"   | Scott, Ryan, Bunetta                                             | Bunetta                | 3:18    |  |
| 15.                      | "Loved You First"    | Tebey, Bunetta, Ryan, James                                      | Bunetta                | 3:19    |  |
| 16.                      | "Nobody Compares"    | Yacoub, Falk, Kotecha, Johan Schuster                            | Yacoub, Falk, Schuster | 2:48    |  |
| 17.                      | "Still the One"      | Yacoub, Falk, Kotecha, Payne, Tomlinson, Styles                  | Yacoub, Falk, Schuster | 3:03    |  |
| 18.                      | "Truly Madly Deeply" | Trevor Dahl, Toby Gad, Robbins                                   | Yacoub, Falk           | 3:01    |  |
| 19.                      | "Magic"              | Yacoub, Falk, Kotecha                                            | Yacoub, Falk           | 3:05    |  |
| 20.                      | "Irresistible"       | Fletcher, Jones, Poynter, Horan, Malik, Payne, Styles, Tomlinson | Bunetta, Waters        | 3:59    |  |

## Créditos
Lista-se abaixo os profissionais envolvidos na elaboração de Take Me Home, de acordo com o encarte do CD:
| - One Direction: vocais, composição - Julian Bunetta: compositor, produtor, engenheiro, produtor vocal - Karl Brazil: bateria - Savan Kotecha e Robert Conlon: compositor - Dougie Poynter, Jamie Scott e Tommy Lee James: compositores - Tom Coyne: mixagem - Levon Eriksson: assistente de engenharia - David Bukovinszky: violoncelo - Russell Walter: programação musical, produtor - Ed Sheeran, Wayne Hector e Peter Wallevik: compositor - Joel Peters e Andy Hughes: assistente de engenharia - Alex Oriet: engenheiro vocal - Malcolm Moore: baixo - Kristian Lundin, Danny Jones e Tommy Lee James: compositor - Chris Leonard: guitarra acústica, guitarra elétrica - Matthias Johansson: violino - Ash Howes: programação, mixagem - Sam Hollander: compositor, programação musical - Levon Eriksson, Rachael Findlen e Ian Franzino: assistente de engenharia | - Peter Svensson: compositor, programação musical e vocal - Emily Wright e Sam Waters: engenharia, produção vocal - Henry Walter: compositor, vocal de apoio - Rupert Coulson: engenheiro musical - Rami Yacoub e Carl Falk: compositor, produtor - Katie Mitzell: coordenadora de produção - Allan P. Grigg: engenharia, produção, programação musical, vocal - Ash Howes: mixagem, programação musical - Adam Nedler: vocal de apoio - Karl Schuster: baixo, produtor musical, programação vocal - Alex Oriet: engenharia vocal - Tebey Ottoh: compositor, produtor vocal - Irene Richter: coordenadora de produção - Steve Robson: instrumentos de teclas, compositor, guitarra, mixagem, - Sam Miller: engenharia - Albin Nedler: compositor, produtor, programação, edição e engenharia vocal - Zayn Malik: compositor, ilustrações - John Urbano: fotografias - Caroline Watson: designer, estilista |

## Desempenho comercial

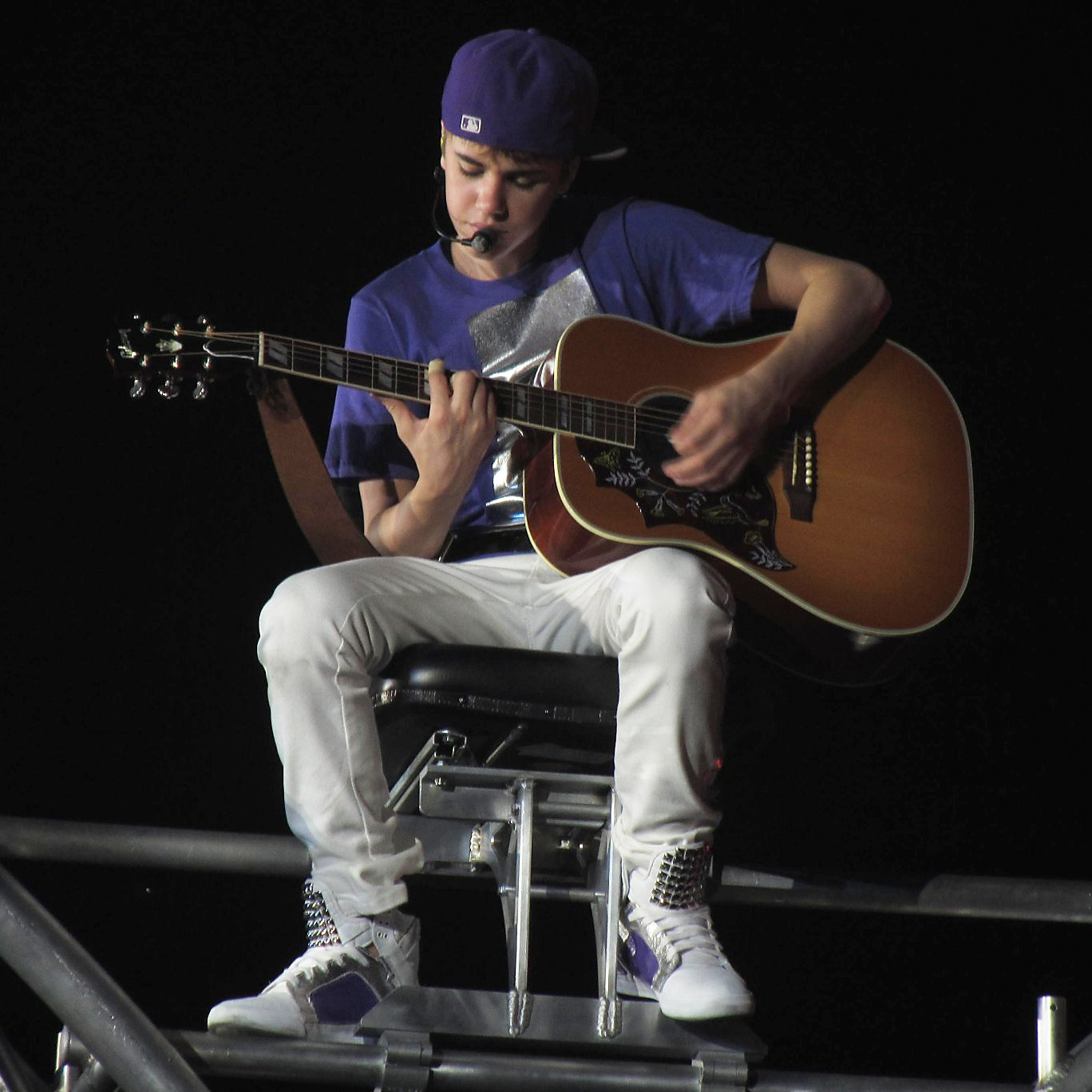
Ao estrear Up All Night e Take Me Home na primeira posição da Billboard 200, dos Estados Unidos, o One Direction tornou-se o segundo artista a emplacar dois álbuns na liderança da tabela em 2012, atrás apenas de Justin Bieber.

Take Me Home obteve êxito comercial em várias regiões do mundo. O disco comercializou mais 1.4 milhão de cópias em sua primeira semana de vendas em todo o globo e estreou na primeira posição das paradas musicais de 37 países. Com mais de 4.4 milhões de cópias vendidas em menos de dois meses, foi o quarto disco mais comprado de 2012. Atualmente, registra 5.380 milhões de réplicas distribuídas no planeta.
No Reino Unido, Take Me Home faturou mais de 94 mil cópias em seus dois primeiros dias de distribuição e mais de 155 mil em sua primeira semana, debutando no topo da lista oficial dos mais vendidos, tornando-se o primeiro do grupo a registrar este feito e o segundo mais rapidamente vendido de 2012. Take Me Home e o seu segundo single, "Little Things", entraram simultaneamente no primeiro posto das paradas inglesas, fazendo do One Direction o artista mais jovem na história a alcançar a façanha. Ele vendeu 616 mil unidades em território britânico em dois meses e acabou o ano como o quinto mais comprado do país. No ano seguinte, foi o vigésimo segundo mais bem-sucedido, vendendo, até dezembro de 2013, 906 mil unidades no país.
Nos Estados Unidos, Take Me Home comercializou 540 mil cópias durante a sua semana de lançamento, debutando na primeira posição da Billboard 200. O disco marcou a terceira melhor estreia de 2012, atrás apenas de Red, de Taylor Swift, e de Babel, do grupo Mumford & Sons, e o maior número de vendas avaliados em uma semana inicial por uma boy band no país, desde o álbum Celebrity, de 'N Sync, em 2001. Deste feito, o grupo se converteu no primeiro desde Danity Kane a emplacar os seus dois primeiros discos de originais no topo da Billboard 200, no segundo artista a colocar dois trabalhos na liderança da tabela em 2012 — atrás apenas de Justin Bieber — e na primeira boy band na história da música norte-americana a estrear dois discos no número um em um mesmo ano. Take Me Home foi certificado com disco de platina pela Recording Industry Association of America (RIAA) em sua quinta semana de vendas, após registrar um milhão de unidades vendidas no país, tornando-se o segundo da banda a ultrapassar esta marca. Deste feito, o One Direction converteu-se no primeiro artista a comercializar um milhão de cópias de dois álbuns em um mesmo ano. O material vendeu 1.340 milhão de cópias até o final de dezembro e terminou o ano como o quinto mais comprado nos Estados Unidos; Up All Night, álbum de estreia da banda, foi o terceiro mais bem-vendido, com 1.616 milhão de unidades, fazendo do One Direction o primeiro artista na era Nielsen SoundScan a ter dois discos entre os cinco mais vendidos no Norte da América. Até novembro de 2013, ele havia vendido mais de 1.8 milhão de cópias em território norte-americano.
No Canadá, Take Me Home também estreou na liderança da lista compilada pela Music Canada; ele chegou ao fim de 2012 como o sexto CD mais comprado no território, com 184 mil cópias vendidas. Na Austrália, ele converteu a banda no primeiro ato desde Michael Bublé a ter dois álbuns a atingir a liderança em um mesmo ano. O disco manteve-se no topo por duas semanas consecutivas e encerrou o ano como o oitavo álbum mais comprado no país. Mais tarde, em recompensa às 280 mil cópias faturadas, foi premiado com quatro discos de platina pela Australian Recording Industry Association (ARIA). Similarmente, curvou-se no topo da Recording Industry Association of New Zealand (RIANZ), da Nova Zelândia, sendo condecorado com disco de platina em sua semana de estreia, pelas mais de quinze mil réplicas exportadas, tornando-se o nono CD mais bem-sucedido do ano na nação. O disco também ficou entre os dez mais vendidos do ano na Dinamarca e na Suécia; na primeira nação, ele comercializou 28 mil e 875 cópias e foi o sétimo mais bem-sucedido, enquanto que na segunda foi o nono mais comprado, sendo premiado com platina pela Swedish Recording Industry Association (GLF) até o final do ano, pelas mais de quarenta mil unidades exportadas. Na Irlanda, tornou-se o segundo número um alcançado pela banda; ele permaneceu na primeira posição por cinco semanas e tornou-se o disco mais vendido do ano.
Sucesso semelhante, Take Me Home registrou na América do Sul. Na Argentina, ele alcançou a primeira posição em sua semana de estreia, sendo premiado com platina pela Cámara Argentina de Productores de Fonogramas (CAPIF) três dias após o seu lançamento; o disco acabou o ano como o segundo mais comprado na nação. No Chile, tornou-se o sexto mais vendido do século XXI em formato físico e o segundo por um artista britânico, com mais de 36 mil cópias até o primeiro semestre de 2013, atrás apenas de 21, de Adele. Na Venezuela, ele também foi número um em vendas e foi condecorado com quatro discos de platina pela Asociación de Productores Fonográficos de Venezuela (APFV) até dezembro de 2012, por exceder quarenta mil unidades faturadas. Também obteve destaque na Ásia, onde conquistou a primeira colocação de países como a Indonésia, a Coreia, Singapura e Taiwan; no Japão, o disco obteve êxito ao longo de 2013, quando vendeu 263 mil e 709 cópias e foi o décimo oitavo álbum mais procurado no país.
| Tabela musical                                                | Melhor Posição |
| ------------------------------------------------------------- | -------------- |
| Alemanha (Media Control Charts)                               | 2              |
| Argentina (Cámara Argentina de Productores de Fonogramas)     | 1              |
| Austrália (ARIA Charts)                                       | 1              |
| Áustria (Ö3 Austria top 40)                                   | 2              |
| Bélgica (Ultratop 50 de Flandres)                             | 1              |
| Bélgica (Ultratop 40 da Valônia)                              | 1              |
| Brasil (Associação Brasileira dos Produtores de Discos)       | 2              |
| Canadá (Canadian Albums Chart)                                | 1              |
| Chile (IFPI Chile)                                            | 1              |
| Coreia do Sul (Gaon International Albums Chart)               | 1              |
| Croácia (Hrvatska Diskografska Udruga)                        | 1              |
| Dinamarca (IFPI Dinamarca)                                    | 1              |
| Emirados Árabes Unidos (IFPI Middle East)                     | 1              |
| Escócia (Scottish Singles and Albums Charts)                  | 1              |
| Eslovênia (Slovenian Federation of the Phonographic Industry) | 1              |
| Espanha (Productores de Música de España)                     | 3              |
| Estados Unidos (Billboard 200)                                | 1              |
| Estônia (R2 Eesti MüügiTabelis)                               | 2              |
| Finlândia (IFPI Finlândia)                                    | 2              |
| França (Syndicat National de l'Édition Phonographique)        | 3              |
| Grécia (IFPI Grécia)                                          | 1              |
| Hungria (Magyar Hanglemezkiadók Szövetsége)                   | 2              |
| Indonésia (Indonesian Music Industry)                         | 1              |
| Irlanda (IRMA Albums Chart)                                   | 1              |
| Itália (Federazione Industria Musicale Italiana)              | 1              |
| Japão (株式会社オリコン)                                      | 1              |
| México (Asociación Mexicana de Productores de Fonogramas)     | 1              |
| Noruega (VG-Lista)                                            | 1              |
| Nova Zelândia (The Official New Zealand Music Chart)          | 1              |
| Países Baixos (MegaCharts)                                    | 1              |
| Polônia (Związek Producentów Audio Video)                     | 3              |
| Portugal (Associação Fonográfica Portuguesa)                  | 1              |
| Reino Unido (UK Albums Chart)                                 | 1              |
| Reino Unido (UK Digital Albums)                               | 1              |
| Chéquia (IFPI Česká Republika)                                | 1              |
| Singapura (IFPI Singapura)                                    | 1              |
| Suécia (Swedish Recording Industry Association)               | 1              |
| Suíça (Schweizer Hitparade)                                   | 1              |
| Tchecoslováquia (Czech Albums Chart)                          | 1              |
| União Europeia (European top 100 Albums)                      | 1              |
| Uruguai (Cámara Uruguaya del Disco)                           | 5              |
| Taiwan (G-Music)                                              | 1              |
| Venezuela (Record Report)                                     | 1              |

| Região (Certificador)      | Certificação | Vendas     |
| -------------------------- | ------------ | ---------- |
| Alemanha (BVMI)            | Ouro         | 100.000+   |
| América Central (IFPI)     | Ouro         | 5.000+     |
| Argentina (CAPIF)          | 2× Platina   | 90.000+    |
| Austrália (ARIA)           | 4× Platina   | 280.000+   |
| Áustria (IFPI Áustria)     | Ouro         | 10.000+    |
| Bélgica (BEA)              | Ouro         | 15.000+    |
| Brasil (ABPD)              | 2× Platina   | 80.000+    |
| Canadá (Music Canada)      | 3× Platina   | 240.000+   |
| Chile (IFPI Chile)         | 2× Platina   | 40.000+    |
| Colômbia (APDIF Colômbia)  | 3× Platina   | 30.000+    |
| Dinamarca (IFPI Dinamarca) | Platina      | 40.000+    |
| Equador (FIFE)             | Ouro         | 5.000+     |
| Espanha (PROMUSICAE)       | Platina      | 60.000+    |
| Estados Unidos (RIAA)      | 2× Platina   | 2.000.000+ |
| Finlândia (IFPI Finlândia) | Platina      | 40.000+    |
| França (SNEP)              | Platina      | 200.000+   |
| Grécia (IFPI Grécia)       | 2× Platina   | 30.000+    |
| Hungria (MAHASZ)           | Ouro         | 6.000+     |
| Irlanda (IRMA)             | 3× Platina   | 45.000+    |
| Itália (FIMI)              | 2× Platina   | 160.000+   |
| Japão (RIAJ)               | Platina      | 265.000+   |
| México (AMPROFON)          | 4× Platina   | 240.000+   |
| Nova Zelândia (RIANZ)      | 3× Platina   | 45.000+    |
| Noruega (IFPI Noruega)     | Ouro         | 10.000+    |
| Países Baixos (NVPI)       | Platina      | 50.000+    |
| Peru (APIF)                | Ouro         | 5.000+     |
| Polônia (ZPAV)             | Platina      | 30.000+    |
| Portugal (AFP)             | 2× Platina   | 40.000+    |
| Reino Unido (BPI)          | 3× Platina   | 1.000.000+ |
| Suécia (IFPI Suécia)       | 2× Platina   | 80.000+    |
| Suíça (IFPI Schweiz)       | Ouro         | 30.000+    |
| União Europeia (IFPI)      | Platina      | 1.000.000+ |
| Venezuela (APFV)           | Diamante     | 100.000+   |
| Mundo (IFPI World Chart)   | —            | 5.380.000+ |

## Histórico de lançamento
Take Me Home foi distribuído nos formatos de Compact Disc (CD) e download digital nos continentes europeu e americano entre os dias 9 de e 13 de novembro de 2012, através das gravadoras Syco Music e Columbia Records. Foi lançado nas versões padrão e deluxe, trazendo treze faixas na primeira e dezessete na segunda, além de ter sido lançado em uma edição especial limitada na América do Norte, que contém cinco faixas adicionais.
| País           | Data                   | Formato              | Gravadora        |
| -------------- | ---------------------- | -------------------- | ---------------- |
| Alemanha       | 9 de novembro de 2012  | CD, Download digital | Syco Music       |
| Austrália      | 9 de novembro de 2012  | CD, Download digital | Syco Music       |
| Brasil         | 9 de novembro de 2012  | CD, Download digital | Syco Music       |
| México         | 9 de novembro de 2012  | CD, Download digital | Syco Music       |
| Nova Zelândia  | 9 de novembro de 2012  | CD, Download digital | Syco Music       |
| Países Baixos  | 9 de novembro de 2012  | CD, Download digital | Syco Music       |
| Suíça          | 9 de novembro de 2012  | CD, Download digital | Syco Music       |
| Espanha        | 12 de novembro de 2012 | CD, Download digital | Syco Music       |
| Irlanda        | 12 de novembro de 2012 | CD, Download digital | Syco Music       |
| Portugal       | 12 de novembro de 2012 | CD, Download digital | Syco Music       |
| Reino Unido    | 12 de novembro de 2012 | CD, Download digital | Syco Music       |
| Canadá         | 13 de novembro de 2012 | CD, Download digital | Columbia Records |
| Estados Unidos | 13 de novembro de 2012 | CD, Download digital | Columbia Records |
| Japão          | 14 de novembro de 2012 | CD, Download digital | Syco Music       |
| China          | 30 de dezembro de 2012 | CD, Download digital | Syco Music       |